# The Way Back
The Way Back (traducida como Camino a la libertad y El camino de regreso) es una película estadounidense de 2010 dirigida por Peter Weir e inspirada en La larga marcha (1955), un libro de Sławomir Rawicz, un prisionero de guerra polaco que escapó de un Gulag soviético recorriendo 4000 millas durante la Segunda Guerra Mundial. El filme estuvo protagonizado por Jim Sturgess, Colin Farrell, Ed Harris y Saoirse Ronan. Fue nominada para el premio Óscar al mejor maquillaje.
La historia que se cuenta en el libro como en la película es muy similar al film alemán Hasta donde los pies me lleven (en alemán: So weit die Füße tragen) de 2001 sobre un soldado alemán prisionero de guerra que escapa de un Gulag soviético con la esperanza de reunirse con su familia; esta última película es una adaptación del libro de Josef Martin Bauer Tan lejos como los pies me lleven de 1955.

## Argumento
La película comienza con Janusz (Jim Sturgess), un prisionero de guerra polaco, siendo interrogado por un oficial soviético de la NKVD. Janusz se niega a admitir su culpabilidad. Su esposa es llevada a la sala contigua y obligada a hacer una declaración de condena contra Janusz. Janusz es condenado a 20 años en un gulag por supuesto espionaje y sabotaje.
En el campamento en Siberia, Janusz conoce al Sr. Smith (Ed Harris), un ingeniero estadounidense, a un actor llamado Khabarov (Mark Strong), a Valka (Colin Farrell), un endurecido criminal ruso; a Tomasz, un artista y el cocinero del grupo; a Kazik, un polaco que sufre de ceguera nocturna; a Voss, un sacerdote de Letonia; y a Zoran, un contable de Yugoslavia. Khabarov confía a Janusz que él tiene un plan para escapar. La ruta propuesta por Khabarov va hacia el sur de Mongolia, pasando por el lago Baikal. El Sr. Smith dice que Khabarov está fantaseando sobre su deseo de escapar con el fin de mejorar su propia moral, y que, en su opinión, es imposible escapar. Janusz mantiene su determinación.
Durante una fuerte tormenta de nieve, Janusz decide poner en marcha el plan de escape. El Sr. Smith, Valka, Zoran, Voss, Tomasz y Kazik deciden escapar con él. En la primera noche en la búsqueda de leña, Kazik se pierde a causa de su ceguera nocturna y, finalmente, muere de frío. Lo encuentran congelado a la mañana siguiente, a pocos pasos del campamento, y es enterrado, pero el grupo celebra el hecho de que murió siendo un hombre libre.
No mucho tiempo después de salir el grupo se halla completamente perdido. Janusz decide buscar el lago por sí mismo, y después de tres días de búsqueda por la estepa siberiana, consigue ver el lago desde lo alto de un acantilado, y regresa al campamento, casi muerto de cansancio.
Al llegar al lago Baikal se encuentran con una joven, Irena (Saoirse Ronan), que les dice que se escapó de una granja polaca y era originaria de una aldea en las afueras de Varsovia, donde sus padres fueron asesinados por soldados rusos. Smith descubre que esto no puede ser cierto, ya que Varsovia estaba bien dentro de la zona de ocupación alemana y los rusos nunca llegaron a esa zona, pero entiende que la chica estaba tratando de inventar una historia para ocultar una trágica experiencia.
Al fin, el grupo llega a la frontera ruso mongola, pero Valka decide quedarse en la URSS, porque, a pesar de su encarcelamiento, él todavía considera a Rusia como su patria, y a Stalin como un héroe.
El grupo intenta llegar a Ulan Bator, pero pronto encuentran un gran arco sobre el camino a la ciudad con imágenes de José Stalin y una estrella roja, lo que implica que Mongolia es ahora un estado comunista, y no estarían seguros allí. Debido a la guerra de la vecina China, deciden que el lugar más cercano para estar a salvo es la India, y así continúan hacia el sur, a través del desierto de Gobi.
Al cruzar el desierto, el grupo cada vez se ve más deshidratado, pero pronto descubre un pozo. Se abastecen con toda el agua que pueden llevar y siguen, pero se desata una tormenta de arena y pierden gran cantidad. Cruzando el desierto el agua se agota y el grupo comienza a debilitarse, sufriendo ampollas e insolaciones. Irena se derrumba en repetidas ocasiones y finalmente muere en los brazos de Smith.
Los cinco restantes siguen caminando, hasta que Tomasz muere y Smith pierde las ganas de vivir. Al día siguiente encuentran una pequeña corriente de agua que los salva de la deshidratación.
Al final alcanzan el Himalaya, mientras descansan sobre una roca se encuentran con un sherpa que los guía a un monasterio cercano. Allí recuperan fuerzas, pero los monjes les cuentan que debido al fuerte invierno no pueden llegar a la India de manera segura hasta la primavera. Smith decide seguir hasta Lhasa, donde hay una misión militar estadounidense que le permitirá regresar a los Estados Unidos, diciendo a los demás que ya han conseguido la libertad.
A pesar de la advertencia de nieve inestable que hace la marcha difícil, Janusz insiste en continuar el viaje. Pronto, continúan por la cordillera del Himalaya hasta llegar a la frontera con la India, donde se les da una cálida bienvenida por los lugareños.
La película termina con Janusz recordando que regresa a casa con su esposa en Polonia. Esto es seguido por un montaje de la política comunista en Europa Central y Oriental, y su caída final. La escena final muestra cómo Janusz y su mujer se reúnen finalmente en 1989.

## Reparto
- Jim Sturgess como Janusz Wieszczek, un joven preso polaco.
- Colin Farrell como Valka, un preso ruso de carácter difícil.
- Ed Harris como el Sr. Smith, un preso estadounidense.
- Saoirse Ronan como Irena Zielińska, una huérfana adolescente polaca que huye de la Rusia soviética, que se reúne con los fugitivos cerca de un lago.
- Mark Strong como Andrei Timofeyevich Khabarov.
- Dragoș Bucur como Zoran.
- Gustaf Skarsgård como Andrejs Voss.
- Alexandru Potocean como Tomasz Horodinsky.
- Sebastian Urzendowsky como Kazik.

## Producción

### Antecedentes
La película se basa en The Long Walk (La larga marcha), un libro de Slawomir Rawicz, que describe su fuga de un gulag siberiano y el recorrido de 4000 millas (6430 km) a pie hacia Nepal (llamada India en el filme). El libro vendió unas 500 000 copias y ha servido de inspiración a muchos exploradores. En 2006 la BBC descubrió registros (incluyendo algunos escritos por Rawicz) que mostraron que, en lugar de haber escapado del gulag en 1942, había sido puesto en libertad por la URSS. En mayo de 2009 Witold Glinski, un veterano polaco de la Segunda Guerra Mundial que vivía en el Reino Unido, reclamó que la historia de Rawicz era cierta, pero que en realidad esos hechos le habían ocurrido a él, y no a Rawicz. Además, en 1942 se cree que otro grupo de fugados de un gulag siberiano llegó a Nepal.
Independientemente de que esta particular 'caminata' realmente se haya llevado a cabo durante la Segunda Guerra Mundial, muchos otros polacos emprendieron viajes difíciles tratando de abandonar la Unión Soviética. Los relatos de sus escapadas se pueden encontrar en los archivos del Instituto Polaco y el Museo de Sikorski en Londres, Inglaterra, y en el Instituto Hoover, la Universidad de Stanford, en California. Además, varias autobiografías de fugados relativamente verificables y creíbles han sido publicados en inglés, por ejemplo, Shallow Graves in Siberia (Tumbas poco profundas en Siberia), de Michael Krupa. Hay evidencia de que se llevaron a cabo algunas caminatas hacia la libertad, utilizando las rutas que se señalan en el libro y en la película. El capitán Rupert Mayne, un oficial de la inteligencia británica en Calcuta en 1942, entrevistó a tres hombres esqueléticos que declararon haber escapado de Siberia. Mayne siempre creyó que esa historia era la misma que la narrada en The Long Walk. De esta forma, se cree que esa caminata extraordinaria pudo haberse logrado. Aunque el director Peter Weir asegura que ese viaje a pie sucedió, describe The Way Back como "esencialmente una película de ficción".

### Rodaje
El rodaje de The Way Back se llevó a cabo en Bulgaria, Marruecos e India.

## Recepción
La película recibió críticas en general positivas. En el sitio web de Rotten Tomatoes se informa que el 74 % de los críticos dieron a la película una crítica positiva sobre la base de 137 comentarios, con un promedio de 6,8/10. El consenso del sitio indicó: "No involucra tanto emocionalmente como debería, pero esta épica película de Peter Weir ofrece amplias y buenas actuaciones, con un gran espectáculo visual". La crítica de la revista Empire calificó la película con tres de cinco estrellas y dijo: "Es una buena película, pero de este director se esperaba más". The Guardian la calificó con tres de cinco y dijo que "Weir ha conseguido una buena película, curiosamente, sin embargo, teniendo en cuenta su magnitud, se siente que podría haber sido mucho más". The Telegraph afirmó que la película "es un viaje en que se aprecia el sufrimiento y lo heroico e insondable de los personajes, y que vas a quererla ver de nuevo".